# 青山俊雄
青山 俊雄（あおやま としお、2001年〈平成13年〉9月1日 - ）は、日本の俳優、シンガーソングライター。神奈川県出身。浅井企画所属。

## 人物
5人姉弟の真ん中で幼少期を海外で過ごす。
父はJETRO（独立行政法人日本貿易振興機構）の理事青山繁俊氏、母はフィリピン出身のダンサー。
姉や弟は東京大学など国公立の大学出身である。
特技は歌、作詞作曲、弾き語り、野球、インド人を唸らせた究極のカレー作り。
趣味は筋トレ、ラジオ、スケボー、カメラ、ダンス、乗馬。
日本とフィリピンのハーフである。
ブルーノ・マーズ,NewJeans,
Mrs.GREENAPPLEの大ファンであると公言している。

## 略歴
2019年11月1日より浅井企画に所属。
2020年ユニバーサルミュージックとSPINNUPが運営する配信リリースオーディションに合格。
作詞作曲した『秋晴れ』をリリース。
2020年 TBS 火曜ドラマ 『この恋あたためますか』にて俳優デビュー。
2022年 『THE RAIN-アプサラスの落涙-』（22年9月、武蔵野芸能劇場）にて舞台デビュー
2023年 TBS日曜劇場『下剋上球児』に半年間のオーディションを経て合格。

## 出演

### 映画
- かぐや様は告らせたい~天才たちの恋愛頭脳戦~ファイナル（2021年、監督：河合勇人） - 佐々木 役
- 仕掛人・藤枝梅安（2023年、監督：河毛俊作）
- HiGH&LOW THE WORST X（2023年、総監督：二宮大輔、監督：平沼紀久）
- 沈黙のパレード（2023年、監督：西谷弘）
- 少女は卒業しない（2023年[2]、監督：中川駿） - 斎藤宏 役

### テレビドラマ
- TBS 火曜ドラマ この恋あたためますか 第10話 - 記者 役（2020年）
- TBS よるおびドラマ この初恋はフィクションです（2021年）
- フジテレビ 踊り場にて（フジテレビヤングシナリオ大賞作品、監督:柳沢凌介）（2021年）
- テレビ東京 冤罪犯(監督:木下高男)（2021年）
- NHK オリバーな犬、 (Gosh!!) このヤロウ(監督:オダギリジョー)（2022年）
- NHK大河ドラマ どうする家康 #3 武士 A 役、#9 松平家小姓役、#18 松平使番役（2023年）
- TBS 日曜劇場 下剋上球児 三鬼まさる役（監督: 塚原あゆ子）（2023年10月15日〜12月17日）[3]
- 24時間テレビSPドラマ「欽ちゃんのスミちゃん」後輩役 （2024年8月31日）
- 月9ドラマ「嘘解きレトリック」第1話（2024年10月7日）嘘解きレトリック
- 木曜劇場 日本一の最低男 ※私の家族はニセモノだった 第7話（2025年2月20日、フジテレビ） - 剣持武流（17歳時） 役[4][5]
- なんで私が神説教 第7話（2025年5月24日、日本テレビ） - 塁の仲間役[6]

### 配信ドラマ
- Disney+ 拾われた男（2023年、監督：井上剛）
- DramaBox「そして、運命が動き出す」林俊介役

### 舞台
- THE RAIN アプサラスの落涙（2022年9月、武蔵野芸術劇場） - ドムライ 役
- オルガンズ〜おんな赤ひげ奮闘記〜（演出：山内勉2023年3月、博品館劇場） - 津田テツヤ 役

### CM
- コカ・コーラ（2019年）
- 花王 ヘアカラー（2019年）
- モンスターストライク「弾きすぎて腱鞘炎と診断される」篇（2023年）
- カバヤ食品「タフグミ」（2024年）
- モンスターストライク「コードギアス 反逆のルルーシュ」×モンスト コラボ（2025年）

### MV
- りりあ。 「君の隣で。」（2023年）
- Mrs. GREEN APPLE「ライラック」（2024年）